# Neokorporacjonizm
Neokorporacjonizm (także neokorporatyzm gr.-łac.) – hipoteza, zgodnie z którą nacisk w polityce gospodarczej nie powinien być kładziony jedynie na poszukiwanie i wybór priorytetów, lecz także na koordynację i wdrażanie tej polityki. Oznacza wysoko skoordynowaną i zorganizowaną strukturę reprezentacji interesów pracodawców i związków zawodowych, wraz z uczestnictwem silnych grup interesów w tworzeniu i realizacji polityki publicznej.
Dziś jest systemem reprezentacji interesów we współczesnych państwach liberalno-demokratycznych i oznacza istnienie standardów negocjowania poziomu płac, warunków pracy, a także np. zasad podziału wypracowanej nadwyżki ekonomicznej. Gwarantem jest w tego rodzaju sytuacjach administracja państwowa.
Przykładami państw, w których panuje system korporacjonistyczny, są Niemcy i Holandia.